# Wishcraft
Wishcraft es una película de terror del año 2002, dirigida por Richard Wenk y escrita por Larry Katz. Es protagonizada por Michael Weston, Alexandra Holden y Huntley Ritter.

## Trama
Un estudiante de secundaria llamado Brett Bumpers recibe un misterioso paquete un día. Él no sabe quién se lo dio, pero después de un tiempo se entera de que el tótem dentro del paquete puede darle tres deseos. Cuando su amigo le insiste en que cumpla un deseo, este pide que Samantha lo invite a la fiesta de primavera. Cuando Samantha lo invita a bailar el día siguiente, corrobora que su primer deseo se ha hecho realidad. Él utiliza el segundo para hacer que Samantha se enamore de él, pero cuando alguien empieza a matar estudiantes en la escuela, se da cuenta de que tiene algo que ver con el tótem. Ahora es su responsabilidad salvar sus vidas.

## Reparto
| Actor             | Personaje                                        |
| ----------------- | ------------------------------------------------ |
| Michael Weston    | Brett Bumpers                                    |
| Alexandra Holden  | Samantha Warren                                  |
| Huntley Ritter    | Cody                                             |
| Austin Pendleton  | Señor Turner                                     |
| A.J. Buckley      | Howie                                            |
| Scott Caudill     | Blaine                                           |
| Michael Aday      | Detective Sparky Shaw                            |
| Gregory Cooke     | Detective Jeff Bauer                             |
| Emily Arlook      | Hannah Bumpers                                   |
| Sam McMurray      | Padre de la familia Bumpers                      |
| Allyce Beasley    | Madre de la familia Bumpers                      |
| Louis Mustillo    | Director Dombrowski                              |
| Charlie Talbert   | Jimbo                                            |
| Alex Breckenridge | Kristie                                          |
| Sara Downing      | Desiree                                          |
| Evan Jones        | Eddie                                            |
| Zelda Rubinstein  | Médico forense                                   |
| Salim Grant       | Terrence                                         |
| Luis Avalos       | Alcalde Phelan                                   |
| Hamilton Camp     | Jefe de policía Bates                            |
| Chris McKenna     | Shaun                                            |
| Kerry Li          | Eugene Belasco                                   |
| Michael Ray Bower | Tony                                             |
| Joseph Ruskin     | Taxidermista                                     |
| Gary Bullock      | Hombre sin hogar                                 |
| Derek Hamilton    | Cantante de rock                                 |
| Ancel Cook        | Granjero                                         |
| Elgin Burnette    | Trabajador de la morgue                          |
| Fred Lerner       | Ciclista                                         |
| Mikal Delaney     | Ciclista                                         |
| Traci McWain      | Periodista                                       |
| Kathy Kates       | Barman                                           |
| Brett Chapin      | Estudiante de baile de graduación                |
| ErinRose Widner   | Estudiante de baile de graduación (sin créditos) |